# Jalla! Jalla!
Jalla! Jalla! är en svensk film från 2000, skriven och regisserad av Josef Fares.
Filmen hade biopremiär i Sverige den 22 december år 2000. Jalla är en interjektion i flera semitiska språk som betyder skynda.

## Handling
Filmen handlar om vännerna Roro (Fares Fares) och Måns (Torkel Petersson) och deras konflikter med sina familjer och flickvänner. Roro, en kristen libanes, har en flickvän som heter Lisa (Tuva Novotny). Måns flickvän heter Jenny (Sofi Ahlström Helleday). Roro och Måns arbetar som parkarbetare.
Roros största problem är att hans familj vill att han ska gifta sig med Yasmin (Laleh Pourkarim), en ung libanesiska som blivit förd till Sverige från Libanon av sin bror Paul (Leonard Terfelt). Roro har inte berättat för familjen att han redan har en flickvän. Han berättar det dock för Yasmin och hon vill inte heller gifta sig. Hon vill dock inte tillbaka till Libanon, så hon säger att de ska säga till sina familjer att de ska gifta sig, men sedan ångra sig. Yasmins bror Paul börjar planera och boka allt inför bröllopet och skaffa en lägenhet till Yasmin och Roro. Paul berättar för Lisa att Roro och Yasmin ska gifta sig, vilket gör henne ledsen. Hon förlåter honom dock efter att han förklarat vad som låg bakom.
Måns har problem med impotens och Roro hjälper honom att köpa ett hjälpmedel i en sexbutik. De går även till Roros farbror som ägnar sig åt voodoo som undersöker Måns. Måns vaktar en hund ("Rambo") som springer bort, och ägaren blir arg och börjar jaga Måns och Roro. Måns ser sin flickvän Jenny på ett café tillsammans med en annan kille. Han träffar Yasmin i en park. När han kommer hem håller Jenny på att flytta. Måns blir skogstokig kastar ned möbler från balkongen och han och Roro grips av polisen. I häktet drömmer Måns om Yasmin och upptäcker att han inte längre har impotensproblem.
På bröllopet uppstår det bråk och Roro, Måns, Yasmin och Lisa springer ut därifrån. Roro förklarar för sin pappa att han inte är kär i Yasmin, utan i Lisa och då säger pappan: "Okej, som du vill" och ber honom att ta bilnyckeln och åka därifrån.

## Rollista (i urval)
- Fares Fares - Roro
- Torkel Petersson - Måns
- Tuva Novotny - Lisa
- Laleh Pourkarim - Yasmin
- Leonard Terfelt - Paul, Yasmins bror
- Jan Fares - Roros farsa
- Sofi Ahlström Helleday – Jenny, Måns första flickvän
- Benyam Lemma - Benson, Måns och Roros arbetskollega
- Khatoun Fares - Roros farmor
- Abdulahad Fares - Abdul
- Harry Goldstein - Kassör i sexbutik
- Ingemar Carlehed - Ulf, Lisas pappa
- Tommy Andersson - Peter, galen hundägare (till "Rambo")
- Caroline Fares - Caroline
- Anders Dahl - Loppiskund
- Jakob Tamm - Simon Pramsten, dammsugarförsäljare
- Christer Fjellström - Polis
- Fyr Thorwald - Polis
- Fredrik Egerstrand - Galen hundägare i parken
- Michael Axelsson - Nerslagen av farsans mage